# Linea principale Kisei

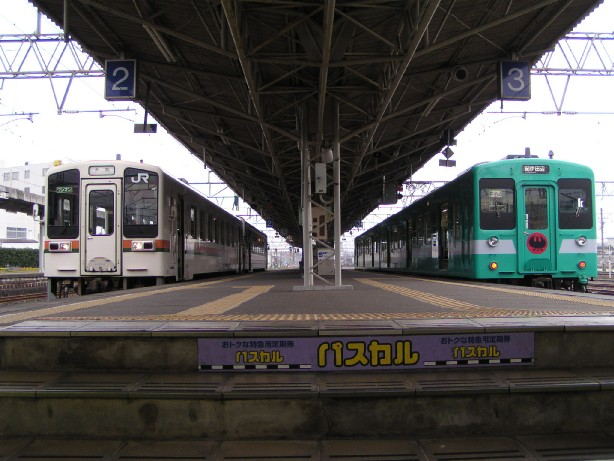
Treni fermi alla stazione di Shingu, dove la linea si separa nelle due gestioni

La linea principale Kisei (関西本線?, Kisei-honsen) è una ferrovia regionale a scartamento ridotto che collega l'area di Nagoya con quella di Osaka, in Giappone, passando lungo il perimetro della penisola di Kii. La rete è gestita dalla Central Japan Railway Company (JR Central) nella parte di Nagoya, e dalla West Japan Railway Company (JR West) nell'area di Osaka.
Il nome della linea deriva dai caratteri delle antiche province di Kii (紀伊) e Ise (伊勢), oggi collegate da questa ferrovie, e la sezione fra Shingū e Wakayama è anche chiamata "linea Kinokuni".

## Dati principali
- Operatori e distanze:
  - Totale: 384,2 km
  - Central Japan Railway Company
    - Kameyama - Shingū: 180,2 km

  - West Japan Railway Company
    - Shingū - Wakayamashi: 204,0 km

  - Japan Freight Railway Company
    - Kameyama - Shingū: 180,2 km
    - Shingū - Kii-Sano: 6,4 km
- Binari
  - Doppio binario: Kii-Tanabe - Wakayama
  - Binario singolo: la parte restante
- Trazione
  - Kameyama - Shingū: termica
  - Shingū - Wakayama - Wakayamashi: elettrificata a 1500 V CC
- Segnalamento ferroviario:
  - Kameyama - Shingū: Automatico speciale (閉塞方式#特殊自動閉塞式), un sistema automatico speciale
  - Shingū - Wakayama: Automatico
- Sede del controllo del traffico Centralizzato (CTC):
  - Kameyama - Shingū: Centro di controllo Tōkai
  - Shingū - Wakayamashi: Centro di controllo Tennōji

## Servizi
L'espresso limitato (Wide View) Nanki unisce Nagoya con Kii-Katsuura con quattro coppie al giorno via la ferrovia Ise. Il Kuroshio unisce invece Kyoto/Shin-Osaka/Tennōji con Shingū con 16 coppie al giorno. La linea è solitamente divisa in cinque tronchi per i servizi locali, a Shingū, Kii-Tanabe, Gobō e Wakayama.

## Stazioni

### Sezione Kameyama - Shingū
| Stazione        | Giapponese | Distanza | Collegamenti                                                          | Posizione          | Posizione |
| --------------- | ---------- | -------- | --------------------------------------------------------------------- | ------------------ | --------- |
| Kameyama        | 亀山       | 0.0      | Linea principale Kansai                                               | Kameyama           | Mie       |
| Shimonoshō      | 下庄       | 5.5      |                                                                       | Kameyama           | Mie       |
| Ishinden        | 一身田     | 12.1     |                                                                       | Tsu                | Mie       |
| Tsu             | 津         | 15.5     | Ferrovia Ise (alcuni servizi diretti da Nagoya) Linea Kintetsu Nagoya | Tsu                | Mie       |
| Akogi           | 阿漕       | 19.3     |                                                                       | Tsu                | Mie       |
| Takachaya       | 高茶屋     | 23.4     |                                                                       | Tsu                | Mie       |
| Rokken          | 六軒       | 29.1     |                                                                       | Matsusaka          | Mie       |
| Matsusaka       | 松阪       | 34.6     | Linea Meishō (alcuni servizi da Ise-Okitsu) linea Kintetsu Yamada     | Matsusaka          | Mie       |
| Tokuwa          | 徳和       | 37.6     |                                                                       | Matsusaka          | Mie       |
| Taki            | 多気       | 42.5     | Sangū Line (alcuni servizi diretti per Iseshi e Toba)                 | Taki, Taki         | Mie       |
| Ōka             | 相可       | 46.4     |                                                                       | Taki, Taki         | Mie       |
| Sana            | 佐奈       | 49.6     |                                                                       | Taki, Taki         | Mie       |
| Tochihara       | 栃原       | 55.1     |                                                                       | Ōdai, Taki         | Mie       |
| Kawazoe         | 川添       | 60.8     |                                                                       | Ōdai, Taki         | Mie       |
| Misedani        | 三瀬谷     | 67.9     |                                                                       | Ōdai, Taki         | Mie       |
| Takihara        | 滝原       | 73.0     |                                                                       | Ōdai, Taki         | Mie       |
| Aso             | 阿曽       | 77.1     |                                                                       | Taiki, Watarai     | Mie       |
| Ise-Kashiwazaki | 伊勢柏崎   | 82.2     |                                                                       | Taiki, Watarai     | Mie       |
| Ōuchiyama       | 大内山     | 86.9     |                                                                       | Taiki, Watarai     | Mie       |
| Umegadani       | 梅ヶ谷     | 89.5     |                                                                       | Taiki, Watarai     | Mie       |
| Kii-Nagashima   | 紀伊長島   | 98.4     |                                                                       | Kihoku, Kitamuro   | Mie       |
| Minose          | 三野瀬     | 105.9    |                                                                       | Kihoku, Kitamuro   | Mie       |
| Funatsu         | 船津       | 112.2    |                                                                       | Kihoku, Kitamuro   | Mie       |
| Aiga            | 相賀       | 116.6    |                                                                       | Kihoku, Kitamuro   | Mie       |
| Owase           | 尾鷲       | 123.3    |                                                                       | Owase              | Mie       |
| Ōsoneura        | 大曽根浦   | 127.4    |                                                                       | Owase              | Mie       |
| Kuki            | 九鬼       | 134.4    |                                                                       | Owase              | Mie       |
| Mikisato        | 三木里     | 138.5    |                                                                       | Owase              | Mie       |
| Kata            | 賀田       | 142.6    |                                                                       | Owase              | Mie       |
| Nigishima       | 二木島     | 146.8    |                                                                       | Kumano             | Mie       |
| Atashika        | 新鹿       | 150.8    |                                                                       | Kumano             | Mie       |
| Hadasu          | 波田須     | 153.2    |                                                                       | Kumano             | Mie       |
| Ōdomari         | 大泊       | 155.2    |                                                                       | Kumano             | Mie       |
| Kumanoshi       | 熊野市     | 157.6    |                                                                       | Kumano             | Mie       |
| Arii            | 有井       | 159.6    |                                                                       | Kumano             | Mie       |
| Kōshiyama       | 神志山     | 164.1    |                                                                       | Mihama, Minamimuro | Mie       |
| Kii-Ichigi      | 紀伊市木   | 165.6    |                                                                       | Mihama, Minamimuro | Mie       |
| Atawa           | 阿田和     | 168.4    |                                                                       | Mihama, Minamimuro | Mie       |
| Kii-Ida         | 紀伊井田   | 173.8    |                                                                       | Kihō, Minamimuro   | Mie       |
| Udono           | 鵜殿       | 176.6    |                                                                       | Kihō, Minamimuro   | Mie       |
| Shingū          | 新宮       | 180.2    |                                                                       | Shingū             | Wakayama  |

### Sezione Shingū - Wakayamashi
| Stazione                                  | Giapponese                                | Distanza                                  | Collegamenti                                                              | Posizione                                 | Posizione                                 |
| Linea principale Kisei ("Linea Kinokuni") | Linea principale Kisei ("Linea Kinokuni") | Linea principale Kisei ("Linea Kinokuni") | Linea principale Kisei ("Linea Kinokuni")                                 | Linea principale Kisei ("Linea Kinokuni") | Linea principale Kisei ("Linea Kinokuni") |
| ----------------------------------------- | ----------------------------------------- | ----------------------------------------- | ------------------------------------------------------------------------- | ----------------------------------------- | ----------------------------------------- |
| Shingū                                    | 新宮                                      | 180.2                                     |                                                                           | Shingū                                    | Wakayama                                  |
| Miwasaki                                  | 三輪崎                                    | 184.9                                     |                                                                           | Shingū                                    | Wakayama                                  |
| Kii-Sano                                  | 紀伊佐野                                  | 186.6                                     |                                                                           | Shingū                                    | Wakayama                                  |
| Ukui                                      | 宇久井                                    | 188.7                                     |                                                                           | Nachikatsuura, Higashimuro                | Wakayama                                  |
| Nachi                                     | 那智                                      | 193.0                                     |                                                                           | Nachikatsuura, Higashimuro                | Wakayama                                  |
| Kii-Temma                                 | 紀伊天満                                  | 193.9                                     |                                                                           | Nachikatsuura, Higashimuro                | Wakayama                                  |
| Kii-Katsuura                              | 紀伊勝浦                                  | 195.1                                     |                                                                           | Nachikatsuura, Higashimuro                | Wakayama                                  |
| Yukawa                                    | 湯川                                      | 197.8                                     |                                                                           | Nachikatsuura, Higashimuro                | Wakayama                                  |
| Taiji                                     | 太地                                      | 199.9                                     |                                                                           | Taiji, Higashimuro                        | Wakayama                                  |
| Shimosato                                 | 下里                                      | 201.1                                     |                                                                           | Nachikatsuura, Higashimuro                | Wakayama                                  |
| Kii-Uragami                               | 紀伊浦神                                  | 205.0                                     |                                                                           | Nachikatsuura, Higashimuro                | Wakayama                                  |
| Kii-Tahara                                | 紀伊田原                                  | 209.9                                     |                                                                           | Kushimoto, Higashimuro                    | Wakayama                                  |
| Koza                                      | 古座                                      | 215.0                                     |                                                                           | Kushimoto, Higashimuro                    | Wakayama                                  |
| Kii-Hime                                  | 紀伊姫                                    | 218.9                                     |                                                                           | Kushimoto, Higashimuro                    | Wakayama                                  |
| Kushimoto                                 | 串本                                      | 221.8                                     |                                                                           | Kushimoto, Higashimuro                    | Wakayama                                  |
| Kii-Arita                                 | 紀伊有田                                  | 227.6                                     |                                                                           | Kushimoto, Higashimuro                    | Wakayama                                  |
| Tanami                                    | 田並                                      | 229.4                                     |                                                                           | Kushimoto, Higashimuro                    | Wakayama                                  |
| Tako                                      | 田子                                      | 233.7                                     |                                                                           | Kushimoto, Higashimuro                    | Wakayama                                  |
| Wabuka                                    | 和深                                      | 236.4                                     |                                                                           | Kushimoto, Higashimuro                    | Wakayama                                  |
| Esumi                                     | 江住                                      | 242.0                                     |                                                                           | Susami, Nishimuro                         | Wakayama                                  |
| Mirozu                                    | 見老津                                    | 245.0                                     |                                                                           | Susami, Nishimuro                         | Wakayama                                  |
| Susami                                    | 周参見                                    | 254.0                                     |                                                                           | Susami, Nishimuro                         | Wakayama                                  |
| Kii-Hiki                                  | 紀伊日置                                  | 261.2                                     |                                                                           | Shirahama, Nishimuro                      | Wakayama                                  |
| Tsubaki                                   | 椿                                        | 267.3                                     |                                                                           | Shirahama, Nishimuro                      | Wakayama                                  |
| Kii-Tonda                                 | 紀伊富田                                  | 272.5                                     |                                                                           | Shirahama, Nishimuro                      | Wakayama                                  |
| Shirahama                                 | 白浜                                      | 275.4                                     |                                                                           | Shirahama, Nishimuro                      | Wakayama                                  |
| Asso                                      | 朝来                                      | 279.7                                     |                                                                           | Kamitonda, Nishimuro                      | Wakayama                                  |
| Kii-Shinjō                                | 紀伊新庄                                  | 283.2                                     |                                                                           | Tanabe                                    | Wakayama                                  |
| Kii-Tanabe                                | 紀伊田辺                                  | 285.4                                     |                                                                           | Tanabe                                    | Wakayama                                  |
| Haya                                      | 芳養                                      | 289.5                                     |                                                                           | Tanabe                                    | Wakayama                                  |
| Minabe                                    | 南部                                      | 294.5                                     |                                                                           | Minabe, Hidaka                            | Wakayama                                  |
| Iwashiro                                  | 岩代                                      | 299.6                                     |                                                                           | Minabe, Hidaka                            | Wakayama                                  |
| Kirime                                    | 切目                                      | 305.5                                     |                                                                           | Inami, Hidaka                             | Wakayama                                  |
| Inami                                     | 印南                                      | 309.3                                     |                                                                           | Inami, Hidaka                             | Wakayama                                  |
| Inahara                                   | 稲原                                      | 313.6                                     |                                                                           | Inami, Hidaka                             | Wakayama                                  |
| Wasa                                      | 和佐                                      | 320.4                                     |                                                                           | Hidakagawa, Hidaka                        | Wakayama                                  |
| Dōjōji                                    | 道成寺                                    | 324.7                                     |                                                                           | Gobō                                      | Wakayama                                  |
| Gobō                                      | 御坊                                      | 326.3                                     | Ferrovia Kishū                                                            | Gobō                                      | Wakayama                                  |
| Kii-Uchihara                              | 紀伊内原                                  | 329.2                                     |                                                                           | Hidaka, Hidaka                            | Wakayama                                  |
| Kii-Yura                                  | 紀伊由良]                                 | 334.5                                     |                                                                           | Yura, Hidaka                              | Wakayama                                  |
| Hirokawa Beach                            | 広川ビーチ                                | 341.3                                     |                                                                           | Hirogawa, Arida                           | Wakayama                                  |
| Yuasa                                     | 湯浅                                      | 343.9                                     |                                                                           | Yuasa, Arida                              | Wakayama                                  |
| Fujinami                                  | 藤並                                      | 347.3                                     |                                                                           | Aridagawa, Arida                          | Wakayama                                  |
| Kii-Miyahara                              | 紀伊宮原                                  | 351.2                                     |                                                                           | Arida                                     | Wakayama                                  |
| Minoshima                                 | 箕島                                      | 355.6                                     |                                                                           | Arida                                     | Wakayama                                  |
| Hatsushima                                | 初島                                      | 358.1                                     |                                                                           | Arida                                     | Wakayama                                  |
| Shimotsu                                  | 下津                                      | 361.1                                     |                                                                           | Kainan                                    | Wakayama                                  |
| Kamogō                                    | 加茂郷                                    | 363.8                                     |                                                                           | Kainan                                    | Wakayama                                  |
| Shimizuura                                | 冷水浦                                    | 367.7                                     |                                                                           | Kainan                                    | Wakayama                                  |
| Kainan                                    | 海南                                      | 370.5                                     |                                                                           | Kainan                                    | Wakayama                                  |
| Kuroe                                     | 黒江                                      | 372.3                                     |                                                                           | Kainan                                    | Wakayama                                  |
| Kimiidera                                 | 紀三井寺                                  | 375.9                                     |                                                                           | Wakayama                                  | Wakayama                                  |
| Miyamae                                   | 宮前                                      | 378.8                                     |                                                                           | Wakayama                                  | Wakayama                                  |
| Wakayama                                  | 和歌山                                    | 380.9                                     | Linea Hanwa (servizio diretto per Tennōji) Linea Wakayama Linea Kishigawa | Wakayama                                  | Wakayama                                  |
| Linea JR West Kisei                       |                                           |                                           |                                                                           |                                           |                                           |
| Wakayama                                  | 和歌山                                    | 380.9                                     | (see above)                                                               | Wakayama                                  | Wakayama                                  |
| Kiwa                                      | 紀和                                      | 382.7                                     |                                                                           | Wakayama                                  | Wakayama                                  |
| Wakayamashi                               | 和歌山市                                  | 384.2                                     | Linea Nankai Kada Linea principale Nankai Linea Nankai Wakayamakō         | Wakayama                                  | Wakayama                                  |